# Электрошок (альбом)
«Электрошок» — третий концертный альбом группы «Аквариум». Название «Электрошок» придумал Александр Агеев. Оригинальную запись сохранил О. Андрюшин. При оформлении компакт-диска использованы фотографии, сделанные И. Простаковым.

## Концерт в ГлавАПУ
Запись была сделана А.Страховым и А. Лариковым на концерте в конференц-зале Главного архитектурно-планировочного управления Москвы 4 июня 1982 года при помощи магнитофонов «AKAI» и «Ростов—101 C» и магнитных лент «Свема» и «Тасма А-4409-6Б» на 19-й скорости. Концерт состоял из двух отделений, второе отделение начиналось с импровизации, переходящей в песню «Мы никогда не станем старше».
Я считаю, что это лучшая концертная запись «Аквариума» вообще… Я собираюсь даже её немножко подчистить на эквалайзере и выпустить. Песня «Мы никогда не станем старше», которую мы играли пару раз — это лучшее, что мы когда-либо делали на концертах…"
(БГ, 6 марта 1983 года)  
Интерьер сцены для рок-концерта был своеобразным. На заднем плане висели плакаты: «Решения XXVI съезда КПСС — в жизнь!» и «Да здравствует созданная Лениным славная Коммунистическая партия Советского Союза!» Концерт неожиданно закончился, когда женщина, отвечавшая за конференц-зал, сильно обиделась на перепевку песни «Подмосковные вечера» в стиле панк, которая и для неё, и для всего её поколения была чем-то дорогим — и выключила в зале электричество. Поэтому в оригинальной записи на песне «Tutti Frutti» музыка обрывается.
Однако есть версия, что электричество было выключено из соображений сохранности помещения, которое могло пострадать от "рок-н-ролльных плясок" (Илья Смирнов "Прекрасный дилетант").
В 2012 г. концерт был переиздан на двойном CD. К фонограмме были присоединены сохранившиеся в записи и найденные недавно вступительные слова перед каждым из двух отделений, представляющие участников концерта - перед первым отделением были представлены участники группы, перед вторым - объявлено, что в нём будет участвовать Валентина Пономарева. Кроме того, к выпуску был добавлен DVDдиск с видеоматериалами того времени - фильмом "Иванов", клипами "Аквариума" для телепрограммы "Веселые ребята", клип 1985 г. "Пепел" и некоторые другие материалы.

## Участники записи
- Борис Гребенщиков — вокал, гитара
- Валентина Пономарёва — вокал
- Всеволод Гаккель — виолончель, подпевки
- Михаил Васильев-Файнштейн — бас-гитара
- Пётр Губерман (Трощенков) — ударные
- Андрей «Дюша» Романов — флейта, вокал (13), орган, подпевки
- Сергей Курёхин — фортепиано, дудочки, погремушки
- Владимир Болучевский — саксофон
- Владимир Ермолин — гитара

## Список композиций
Музыка и тексты во всех песнях — БГ, кроме специально отмеченных.
1. Пепел (4:54)
2. Сентябрь (4:16)
3. Блюз простого человека (4:08)
4. Пустые места (3:47)
5. Сегодня ночью кто-то (7:38)
6. Встань у реки (3:15)
7. В поле ягода навсегда (3:07)
8. Береги свой хой (3:46)
9. Импровизация (12:20) (коллективное авторство всех музыкантов)— инструментал
10. Мы никогда не станем старше (17:43)
11. Кусок жизни (5:29)
12. Вавилон / Аристократ (5:07)
13. Подмосковные вечера (2:11) (В. Соловьёв-Седой — М. Матусовский)
14. Tutti Frutti (0:23) (Р. Пенниман)